# Vlag van Aegum

Vlag van Aegum

De vlag van Aegum is het dorpsvlag van het Nederlandse dorp Aegum, in de Friese gemeente Leeuwarden. Bij gemeenteraadsbesluit van 8 december 1985 zijn een wapen en een vlag vastgesteld voor de 18 dorpen van de voormalige gemeente Boarnsterhim. De vlag werd in 1986 geregistreerd.

## Beschrijving
De beschrijving van de vlag is als volgt:
Twee lengtebanen van groen en rood, met een verhouding in de lengte van 2:1; in de groene baan een gele driepoot van hanenpoten met veren.
De kleuren zijn afkomstig van het dorpswapen.

## Symboliek

Hanenpoten: verwijzen naar de interpretatie van Aegum als middelpunt van Friesland. Dit middelpunt zou drie hanenstappen van de kerktoren van Aegum gelegen zijn.